# Championnat de Bahreïn de football 2007-2008
Navigation
Saison précédente Saison suivante
La saison 2007-2008 du Championnat de Bahreïn de football est la cinquante-deuxième édition du championnat national de première division à Bahreïn. Les douze meilleures équipes du pays sont regroupées au sein d'une poule unique où elles s'affrontent deux fois, à domicile et à l'extérieur. Il n'y a pas de relégation en fin de saison car le championnat national sera composé des équipes de première et deuxième division la saison suivante.
C'est Al Muharraq Club, double tenant du titre, qui remporte à nouveau la compétition, après avoir terminé en tête du classement final, avec quatorze points d'avance sur un duo composé de Busaiteen Club et Al-Ahli Club. C'est le trentième titre de champion de Bahreïn de l'histoire du club, qui réalise même le doublé en s'imposant face à Al Najma Club en finale de la King's Bahraini Cup. La fin de saison est même exceptionnelle pour Al Muharraq puisqu'il devient le premier club de Bahreïn à remporter un trophée continental, à la suite de sa victoire en Coupe de l'AFC 2008.

## Les clubs participants
| - Al Muharraq Club - Riffa Club - East Riffa - Al Najma Club - Al Hadd SC - Promu de D2 - Manama Club | - Al-Shabab Club - Busaiteen Club - Al-Ahli Club - Bahrain Club - Al Ittihad Bahreïn - Promu de D2 - Al Hala SC |

## Compétition

### Classement
Le classement est établi sur le barème de points classique (victoire à 3 points, match nul à 1, défaite à 0).
| Rang | Équipe                 | Pts | J  | G  | N | P  | Bp | Bc | Diff |
| ---- | ---------------------- | --- | -- | -- | - | -- | -- | -- | ---- |
| 1    | Al Muharraq ClubT C C3 | 56  | 22 | 16 | 4 | 2  | 66 | 14 | +52  |
| 2    | Busaiteen Club         | 42  | 22 | 13 | 3 | 6  | 45 | 23 | +22  |
| 3    | Al-Ahli Club           | 42  | 22 | 13 | 3 | 6  | 36 | 28 | +8   |
| 4    | Riffa Club             | 40  | 22 | 11 | 7 | 4  | 40 | 22 | +18  |
| 5    | East Riffa             | 30  | 22 | 9  | 3 | 10 | 28 | 36 | -8   |
| 6    | Al Najma Club          | 28  | 22 | 7  | 7 | 8  | 33 | 26 | +7   |
| 7    | Manama Club            | 28  | 22 | 8  | 4 | 10 | 27 | 36 | -9   |
| 8    | Al Ittihad BahreïnP    | 24  | 22 | 6  | 6 | 10 | 26 | 39 | -13  |
| 9    | Al Hala SC             | 22  | 22 | 6  | 4 | 12 | 28 | 50 | -22  |
| 10   | Al-Shabab Club         | 21  | 22 | 5  | 6 | 11 | 30 | 44 | -14  |
| 11   | Al Hadd SCP            | 20  | 22 | 5  | 5 | 12 | 20 | 39 | -19  |
| 12   | Bahrain Club           | 19  | 22 | 5  | 4 | 13 | 19 | 41 | -22  |

|  | Qualification pour la Coupe de l'AFC 2009 et la Coupe du golfe des clubs champions 2008                           |
|  | Qualification pour la Coupe de l'AFC 2009 et la Ligue des champions arabes de football 2008-2009                  |
|  | Qualification pour la Coupe du golfe des clubs champions 2008                                                     |
|  | C3 : Vainqueur de la Coupe de l'AFC 2008 T : Tenant du titre C : Vainqueur de la Coupe de Bahreïn P : Promu de D2 |

## Bilan de la saison
| Championnat de Bahreïn de football 2007-2008                        |                                    |
| Champion                                                            | Al Muharraq Club (30e titre)       |
| Coupes et trophées                                                  |                                    |
| Vainqueur de la Coupe de Bahreïn 2007-2008                          | Al Muharraq Club                   |
| Qualifications continentales                                        |                                    |
| Coupe de l'AFC 2009                                                 | Al Muharraq Club (tenant du titre) |
| Coupe de l'AFC 2009                                                 | Busaiteen Club                     |
| Coupe du golfe des clubs champions 2008                             | Al Muharraq Club                   |
| Coupe du golfe des clubs champions 2008                             | Al Najma Club                      |
| Ligue des champions arabes de football 2008-2009                    | Busaiteen Club                     |
| Promotions et relégations                                           |                                    |
| Promus en Bahraini Premier League                                   | 7 clubs de D2                      |
| Relégués en Championnat de Bahreïn de football de deuxième division | Aucun                              |